# Demodex
Demodex é um género de microscópicos ácaros parasitas que vivem em ou perto de folículos pilosos de mamíferos. Cerca de 65 espécies de ácaros demodex são conhecidas, pois eles estão entre os menores artrópodes. Duas espécies que vivem nos humanos foram identificadas: Demodex folliculorum e Demodex brevis, ambos frequentemente referidos como ácaros dos cílios. Demodex canis vive no cão doméstico. A infestação por ácaros demodex é comum e geralmente não causa qualquer sintoma, embora ocasionalmente algumas doenças de pele possam ser causadas por ácaros.

## Demodex folliculorumeDemodex brevis
Ambas as espécies Demodex folliculorum e Demodex brevis são normalmente encontradas em humanos. É extremamente raro um ser humano ser infectado com outras espécies de ácaros, como Demodex canis, embora alguns casos tenham ocorrido.
O Demodex folliculorum foi primeiramente descrito em 1842 por Simon. O Demodex brevis foi identificado e separado em 1963 por Akbulatova.
O Demodex folliculorum é encontrado nos folículos pilosos, enquanto Demodex brevis vive nas glândulas sebáceas ligado a folículos pilosos. Ambas as espécies são encontradas principalmente no rosto, próximo ao nariz, o cílio e as sobrancelhas, mas também podem ocorrer em outras partes do corpo.
Os ácaros adultos têm entre 0,3 e 0,4 milímetros de comprimento, sendo o Demodex brevis um pouco menor do que o Demodex folliculorum.
Têm um corpo alongado semitransparente, que consiste em dois segmentos fundidos. Oito pernas curtas e segmentadas estão ligadas ao primeiro segmento do corpo. O corpo é coberto de escamas para agarrar-se ao folículo piloso. Se alimentam de células da pele, hormônios e gordura (sebo) que se acumulam nos folículos pilosos.
O sistema digestivo do ácaro é muito eficiente e resulta em quantidade insignificante de resíduos, tão pequena que não há orifício excretor. Os ácaros podem deixar os folículos pilosos e caminhar lentamente sobre a pele a uma velocidade de cerca de 8 a 16 cm por hora, especialmente à noite − eles tentam evitar a luz.
As fêmeas do Demodex folliculorum são um pouco menores e mais arredondadas que os machos. Ambos os ácaros Demodex masculino e feminino têm uma abertura genital, e a fecundação é interna. O acasalamento ocorre na abertura do folículo, e os ovos são colocados no interior dos folículos pilosos ou das glândulas sebáceas. As larvas tem seis pernas e chocam após 3 ou 4 dias, cerca de sete dias depois as larvas se transformarão em adultos. A vida útil total de um ácaro demodex é de várias semanas. Os ácaros mortos se decompõem dentro dos folículos pilosos ou glândulas sebáceas.
As pessoas idosas são muito mais propensas a carregar os ácaros, estimando-se que aproximadamente uma em cada três crianças e adultos jovens, um em cada dois adultos, e dois em cada trê idosos carregam os ácaros. Prevalência de ácaros do folículo piloso, folliculorum e Demodex brevis (Acari: Demodicidae), em uma população selecionada de humanos no oeste de Nova York, E.U.A.
As estimativas variam tão alto quanto um índice de infestação em 96 a 98% dos idosos. A menor taxa de crianças pode ser devido à menor produção de sebo pelas crianças. É muito fácil observar um ácaro Demodex, bastando remover com cuidado um cílio ou pelo da sobrancelha e colocá-lo em um microscópio.

## Transmissão e sintomas
Os ácaros são transmitidos por meio do contato entre os cabelos, sobrancelhas e das glândulas sebáceas no nariz dos hospedeiros. Diferentes espécies de animais hospedam de diferentes espécies de demodex e o demodex não é contagioso entre diferentes espécies.
Na grande maioria dos casos, os ácaros podem passar despercebidos, sem sintomas adversos, mas em certos casos (geralmente relacionado a um sistema de imunossupressão, causado por stress ou doença) as populações do ácaro podem aumentar drasticamente, resultando em uma condição conhecida como demodicose ou mordida do ácaro Demodex, caracterizada por prurido, inflamação e outras doenças da pele. Blefarite (inflamação das pálpebras) também pode ser causada por ácaros demodex.
Existem algumas evidências de ligação entre ácaros Demodex a algumas formas da doença de pele Rosácea, possivelmente devido à bactéria Bacillus oleronius encontrada nos ácaros.

## Demodex canis
A espécie demodex canis vive predominantemente no cão doméstico, mas ocasionalmente pode infectar seres humanos. Embora a maioria das infestações são comensais e, portanto, subclínicas, mas pode evoluir para uma condição chamada "sarna demodética".
Devido ao seu habitat ser nas profundezas da derme, a transmissão só é normalmente possível através do contato direto e prolongado, como a cadela transmite aos filhotes durante a lactação. Como resultado, os locais mais comuns para o aparecimento precoce de lesões demodicódicas são o rosto, o focinho, as patas dianteiras e as regiões periorbitais (ao redor dos olhos).
A demodicose pode se manifestar com lesões de dois tipos: carcinoma — que provoca alopecia seca e espessamento da pele —; e demodicose pustulosa, a forma mais grave, causando infecção secundária (geralmente por Staphylococcus aureus), resultando no vermelho característico, numerosas pústulas e enrugamento da pele.
A pele esta sujeita a muitos tipos de agressões, sejam elas fúngicas, bacterianas, viróticas ou ate mesmo parasitoses cultâneas podendo variar a depender da especie,nademodicose canina ocorre uma inflamação na pele devido a presenca do ácaro DEMODEX CANIS,também conhecido como sarna demodecia ou sarna folicular, que ocorre quando ha uma vasta infestação do numero de parasitas excedendo o tolerado pelo sistema imune, a proliferação inicial pode ser resultado de um disturbiogenetico ou imunologico, entretanto a imunopatologia exata da sua manifestação é desconhecida.
A demodicose esta agregada a diversos fatores subnutrição endoparasitismo, neoplasias, imunossupressão por hiperadrenocorticismo, hepatopatias. Sua maior ocorrência acomete os filhotes na faixa etária entre três e seis meses. Há duas maneiras de aparecimento clinico dessas; a juvenil que manifesta-se em cães com baixa imunidade ou a transmissão da mãe para o filhote durante o aleitamento manifestando-se principalmente no focinho e nas patas. A doença ainda pode ser classificada como localizada ou generalizada vai depender da localização da lesão. A demodicose localizada é menos grave e apresenta áreas de alopecia localizada observa-se de dois a cinco áreas alopécicas com pouco eritema, descamação, hiperpigmentação. Já a generalizada ocorre quando mais de cinco lesões circulares de alopecia são encontradas, podendo acometer uma ou ambas as patas observa-se tambemlesoes como edema, pápulas, crosta, comedo, foliculite/furunculose, pioderma profundo, otite externa ceruminosa.

## Causas
Existem relatos na literatura de que cães com demodicose generalizada tem uma porcentagem baixa de receptores interleucina em seus linfócitos e também uma menor relação entre seus linfócitos CD4/CD8.
A escalada de infestação de um comensal demodex canis exige uma atenção clínica que geralmente envolve fatores imunes complexos. A demodicose pode ocorrer após condições ou tratamento imunossupressor, ou pode estar relacionada a uma deficiência genética imunológica.
Isso é complicado pelo fato de que demodex suprime a resposta normal dos linfócitos-T. Há também algumas raças, como o Dalmáta, que parecem ser mais suscetíveis.

## Diagnóstico
O diagnóstico é feito através de uma técnica chamada de 'raspado de pele' e esta consiste em raspar a pele do animal onde esta localizada a lesão, mais precisamente em suas bordas, com o auxílio de uma lamina de bisturi e deve ser executada de maneira correta, colocando o bisturi inclinado afim de raspar de maneira profunda até que seja observado sangramento capilar. A pele deve ser raspada no sentido do pelo, posteriormente coloca-se o material em uma lamina de vidro que tenha óleo mineral, feito isso deve-se levar a lamina para ser visualizada no microscópico óptico. Para ser confirmada a suspeita de demodicose é necessário encontrar mais de um ácaro, pois o mesmo faz parte da flora natural da pele ou seja é fundamental estar atento aos demais estagio de vida do parasita que podem ser ovos, larvas, ninfas ou/ adultos, portanto para confirmar o diagnóstico é importante a observação de vários ácaros.

## Tratamento
A terapia deve-se incluir uma tricotomia parcial ou generalizada, administração de imunomoduladores, ivermectina, deve-se ter cuidado tanto com o animal quanto com o proprietário e não deve ser utilizado em fêmeas gestantes ou lactantes e nem em filhotes com idade inferior a doze meses.
Nos casos graves é possível aplicar a droga Amitraz para a pele. A melhoria da alimentação e também ajuda a resolver qualquer possível doença imuno-supressora. A infecção bacteriana secundária associada com demodicose pustular requer tratamento com antibióticos.
Recentemente, uma fórmula para pulgas e carrapatos, contendo metaflumizona e amitraz, vendida com o nome de ProMeris®, é comercializada pela Pfizer para o tratamento da sarna demodética. Quando usado topicamente a cada 14 dias, o produto alcançou uma redução de 92,3% do número de ácaros. A maior queixa com o tratamento foi odor do produto. Outros efeitos colaterais podem incluir uma letargia passageira, vômitos, diarréia ou reações alérgicas na pele.